# Ipogeo di San Salvatore

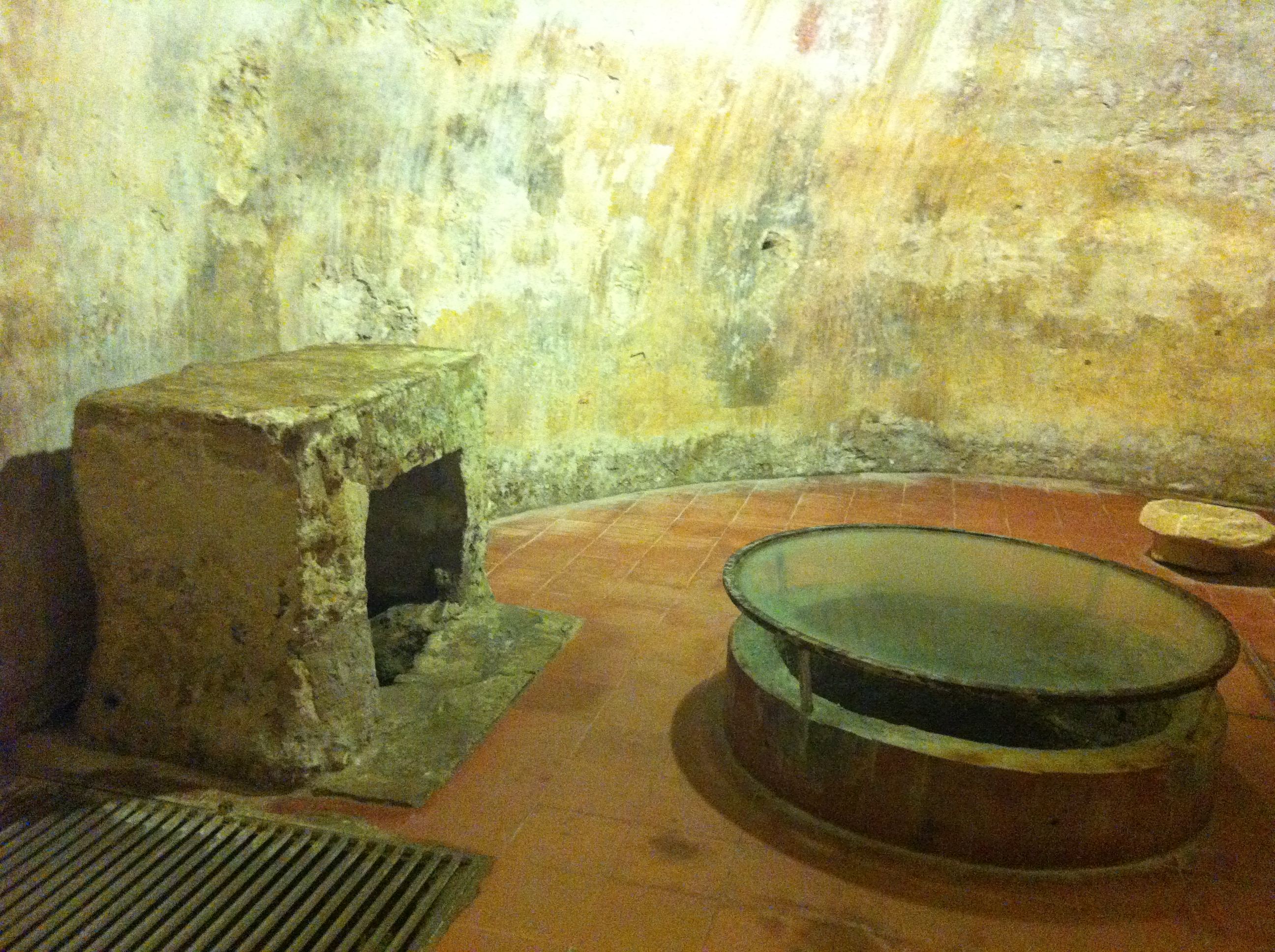
Der Altar links; der Brunnen rechts

Das Ipogeo di San Salvatore (deutsch „Hypogäum von San Salvatore“) ist Teil einer kleinen Landkirche bei Cabras im Sinis, einer uralten Kulturlandschaft mit zahlreichen Relikten aus der Vorzeit, in der Provinz Oristano auf Sardinien. Es war ein Brunnenheiligtum der Nuraghenkultur, das die Punier und die Römer weiter nutzten. Die Römer verehrten hier den Herkules Sotér, aus dem der namengebende Christus Salvator wurde.

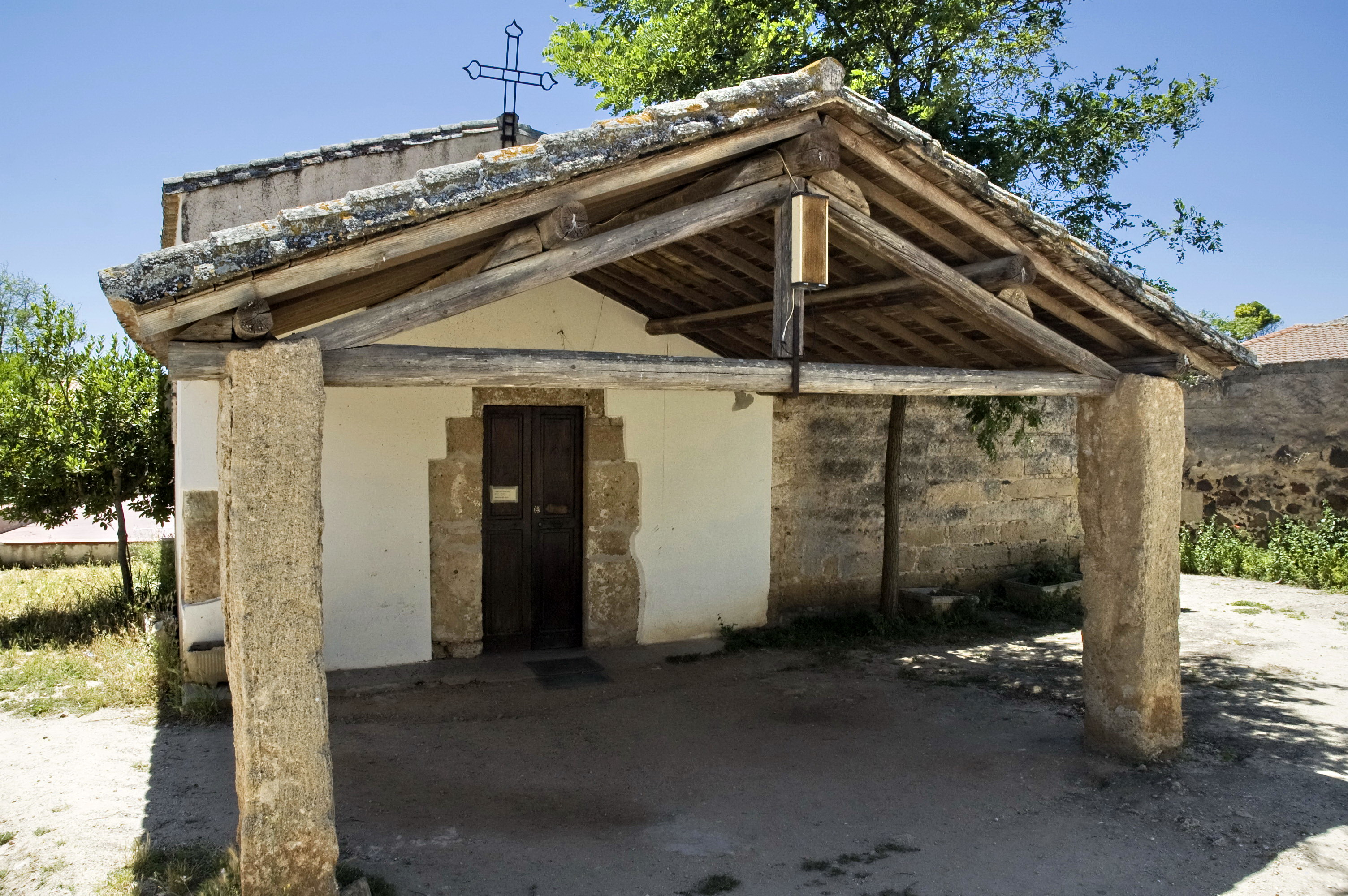
San Salvatore

Vom linken Kirchenschiff einer erst zu Beginn des 18. Jahrhunderts errichteten Pilgerkapelle geht eine steile Treppe hinab in das seit der Römerzeit mehrräumige Hypogeum mit seinen aus dem Fels gehauenen Gewölben. Ein nuraghischer Brunnen, ein christlicher Altar und Graffiti aus dem 17. Jahrhundert, als das Hypogeum Gefängnis war, sind erhalten. 
Heute ist die bescheidene Kirche aus dem 18. Jahrhundert, unter der die bereits in frühchristlicher Zeit umgestaltete Anlage liegt, ein Wallfahrtsort. Der Komplex ist von Pilgerhütten, den "Monistenes" oder "Combessias" umgeben, die nur während des Rennens der Barfüßigen (italienisch Corsa degli Scalzi) bewohnt sind und ansonsten schon als Filmkulisse für Italowestern dienten. Das Rennen der Barfüßigen zu Ehren des Heiligen Salvatore findet von zwischen Ende August und dem ersten Sonntag im September statt. Die Strecke verläuft von Cabras nach San Salvatore und zurück.